# San Nicolas Island
San Nicolas Island (hiszp. Isla de San Nicolás) – najbardziej oddalona z wysp Channel Islands, leżących u wybrzeży Południowej Kalifornii, 98 km od najbliższego punktu na wybrzeżu kontynentalnym. Administracyjnie należy do hrabstwa Ventura. Wyspa o powierzchni 58,93 km² (14 562 akrów lub 22,753 mil kwadratowych) jest obecnie kontrolowana przez Marynarkę Wojenną Stanów Zjednoczonych i służy jako poligon testowy broni oraz ośrodek szkoleniowy, obsługiwany przez Naval Outlying Landing Field San Nicolas Island. Rdzenne plemię Nicoleño zamieszkiwało wyspę do 1835 roku. Od spisu ludności Stanów Zjednoczonych z 2000 roku wyspa pozostaje oficjalnie niezamieszkana, chociaż szacunki spisu wskazują, że co najmniej 200 osób personelu wojskowego i cywilnego przebywa na wyspie w danym momencie. Na wyspie znajduje się małe lotnisko, a pas startowy o długości 3000 metrów jest drugim najdłuższym w hrabstwie Ventura. Dodatkowo na wyspie znajduje się kilka budynków, w tym anteny do odbioru danych telemetrycznych.

## Geologia
Podłoże geologiczne wyspy formują głównie skały osadowe, reprezentowane przez piaskowce i łupki, których geneza datowana jest na epokę eocenu. Istotnym elementem budowy geologicznej są również osady teras morskich, powstałe w plejstocenie. Ich obecność stanowi dowód na to, że w okresie plejstocenu obszar ten znajdował się pod poziomem morza, ulegając całkowitemu zalaniu Geomorfologię zachodniej części wyspy charakteryzują rozległe pokrywy czerwonobrązowych osadów eolicznych (pochodzenia wietrznego), akumulowanych we wczesnej fazie holocenu. W niektórych rejonach miąższość tych osadów przekracza 10 metrów. Na południowo-wschodnim krańcu wyspy stwierdzono występowanie niewielkich intruzji skał wulkanicznych, z dominującym udziałem andezytu.
Surowiec skalny, z którego rdzenni mieszkańcy wyspy San Nicolas wytwarzali narzędzia, był zdeterminowany lokalną geologią i ograniczał się zasadniczo do skał metamorficznych. Wśród nich dominowały skały metawulkaniczne, w tym odmiany porfirowe, oraz skały metasedymentarne, reprezentowane głównie przez kwarcyty. Skały metawulkaniczne występowały w postaci otoczaków inkorporowanych w strukturę zlepieńców oraz mułowców zawierających otoczaki. Cechą charakterystyczną tych materiałów była znaczna gęstość i związana z nią utrudniona obróbka technologiczna.

## Klimat
Klimat wyspy San Nicolas, zgodnie z klasyfikacją klimatów Köppena, zaliczany jest do typu półsuchego (BSk), wykazując jednocześnie cechy klimatu śródziemnomorskiego. Okres zimowy cechuje się łagodnymi temperaturami, ze średnią wartością 12,9°C w lutym, który stanowi najchłodniejszy miesiąc w roku i charakteryzuje się koncentracją opadów atmosferycznych. Sezon letni charakteryzują warunki suche i ciepłe, ze średnią temperaturą 18,2°C odnotowywaną we wrześniu, co jest zjawiskiem typowym dla klimatu śródziemnomorskiego i świadczy o występowaniu opóźnienia termicznego (maksimum termiczne przypada po przesileniu letnim). Ekstremalne temperatury, przekraczające próg 32,2°C, występują sporadycznie, średnio przez dwa dni w okresie letnim. Średnia roczna suma opadów atmosferycznych osiąga wartość 218 mm, z maksimum opadów przypadającym na luty i minimum w sierpniu. Statystycznie, w ciągu roku notuje się 36 dni z opadami o mierzalnej wartości.
| Miesiąc                                     | Sty  | Lut  | Mar  | Kwi  | Maj  | Cze  | Lip  | Sie  | Wrz  | Paź  | Lis  | Gru  | Roczna |
| ------------------------------------------- | ---- | ---- | ---- | ---- | ---- | ---- | ---- | ---- | ---- | ---- | ---- | ---- | ------ |
| Średnie dobowe temperatury [°C]             | 13,1 | 12,9 | 13,3 | 13,8 | 14,9 | 15,8 | 17,2 | 17,9 | 18,2 | 17,3 | 15,8 | 13,9 | 15,3   |
| Opady [mm]                                  | 42   | 51   | 34   | 15   | 1.3  | 0.51 | 0.25 | 1.5  | 4.3  | 6.6  | 15   | 47   | 218    |
| Źródło: WRCC (normals 1933–1976) 2024-12-28 |      |      |      |      |      |      |      |      |      |      |      |      |        |

## Flora
Na wyspie San Nicolas odnotowuje się niską różnorodność ekologiczną. Intensywny wypas owiec, prowadzony do roku 1943, znacząco oddziaływał na ekosystem wyspy. Nadmierny wypas oraz erozja przyczyniły się do znacznej utraty warstwy gleby. Pomimo degradacji środowiska, na wyspie występują trzy gatunki endemiczne: Astragalus traskiae, Eriogonum grande podgatunek timorum oraz Lomatium insulare.
Dominującym zbiorowiskiem roślinnym na wyspie jest nadbrzeżne zarośla, z wyraźnie widocznymi dominantami, takimi jak Coreopsis gigantea i Baccharis pilularis. Nieliczne drzewa występujące współcześnie, w tym waszyngtonia nitkowata (Washingtonia filifera), zostały introdukowane w czasach nowożytnych. Niemniej jednak, wczesne relacje pisemne oraz pozostałości dawnych roślin w postaci wapiennych odcisków korzeni wskazują, że przed rokiem 1860 część wyspy porastały zarośla.
Absencja zwierząt roślinożernych na wyspie sprzyja ochronie silnie rozwiniętych biologicznych skorup glebowych, które pokrywają znaczną część powierzchni lądu wyspy. Pomimo ograniczonej liczby badań nad różnorodnością mikrobiologiczną wyspy, wstępne dane sugerują, że San Nicolas charakteryzuje się znaczną różnorodnością glonów. W szczególności, różnorodność lądowych sinic wydaje się być wysoka, a w ostatnich latach opisano kilka nowych gatunków endemicznych.

## Fauna
Na wyspie występują jedynie trzy gatunki endemicznych kręgowców lądowych: nocna jaszczurka wyspowa (Xantusia riversiana), Peromyscus maniculatus exterus oraz Urocjon wyspowy (Urocyon littoralis dickeyi). Dwa inne gatunki gadów, Uta stansburiana oraz Elgaria multicarinatus, były niegdyś uważane za endemiczne, jednak analiza mitochondrialnego DNA wskazuje, że oba gatunki zostały najprawdopodobniej introdukowane w czasach nowożytnych.
Ponad 10 gatunków endemicznych mięczaków jest znanych wyłącznie z wyspy San Nicolas. Należą do nich: Binneya notabilis, Catinella rehderi, Haplotrema duranti duranti, Micrarionta feralis, Micrarionta micromphala, Micrarionta opuntia, Micrarionta sodalis, Nearctula rowellii longii, Sterkia clementina oraz Xerarionta tryoni (podgatunki tryoni i hemphilli).